# Línea B del Metro de la Ciudad de México
La Línea B del Metro de la Ciudad de México es una de las doce líneas del Metro de la capital de México. Fue inaugurada el 15 de diciembre de 1999 y es la decimoprimera línea en incorporarse al sistema. Está integrada por 21 estaciones y 23.7 kilómetros de vías. Abarca las alcaldías Cuauhtémoc, Venustiano Carranza y Gustavo A. Madero de la Ciudad de México, así como los municipios de Nezahualcóyotl y Ecatepec del Estado de México. Tiene correspondencia con cinco líneas del Metro y sus colores distintivos son el verde oscuro y el plateado, es la única línea en usar dos colores identificativos. En 2021 fue la cuarta línea con mayor afluencia de la red, con 87.5 millones de pasajeros.

## Historia
La construcción de la línea fue planeada en 1993. Inicialmente iba a ser nombrada «línea 10», aunque fue renombrada como «Línea B» para ajustar su denominación a la otorgada a la Línea A, inaugurada en 1991. Su construcción inició en octubre de 1994 y fue detenida poco después a causa de la crisis económica de 1994. La construcción de la línea fue rechazada por los habitantes de la colonia Santa María la Ribera, que afirmaban que los trabajos de edificación dañarían a los edificios cercanos. La inauguración de la línea estaba estimada en 1997, sin embargo, para esa fecha la construcción apenas iba a la mitad. El proyecto original de la línea incluía la estación «Penitenciaría», ubicada entre las estaciones San Lázaro y Morelos, la cual no fue construida.
La línea B fue inaugurada el 15 de diciembre de 1999 por el presidente de México, Ernesto Zedillo, y la Jefa de Gobierno del Distrito Federal, Rosario Robles. Estaba integrada por 13 estaciones en el tramo Buenavista-Villa de Aragón, y se extendía por 12.1 kilómetros. El 30 de noviembre de 2000 fue inaugurada la ampliación de la línea, con 11.5 kilómetros adicionales y la apertura de ocho estaciones más hasta la terminal norte, Ciudad Azteca. Durante la inauguración, el gobernador del Estado de México, Arturo Montiel Rojas, propuso que la estación «Continentes» fuese renombrada como «Nezahualcóyotl» para hacer referencia al municipio en que está ubicada.La propuesta fue aplicada en 2002.

## Estaciones
| Estación             | Iconografía                            | Inauguración            | Ubicación           | Tipo de estación | Construcción | Conexiones |
| -------------------- | -------------------------------------- | ----------------------- | ------------------- | ---------------- | ------------ | --- |
| Ciudad Azteca        | Glifo de Tenochtitlán                  | 30 de noviembre de 2000 | Ecatepec            | Terminal         | Superficie   | Otros servicios - CETRAM Ciudad Azteca - Ciudad Azteca |
| Plaza Aragón         | Puesto de Mercado                      | 30 de noviembre de 2000 | Ecatepec            | Paso             | Superficie   | |
| Olímpica             | Anillos olímpicos                      | 30 de noviembre de 2000 | Ecatepec            | Paso             | Superficie   | |
| Ecatepec             | Glifo de Ecatepec                      | 30 de noviembre de 2000 | Ecatepec            | Paso             | Superficie   | |
| Múzquiz              | Busto de Melchor Múzquiz               | 30 de noviembre de 2000 | Ecatepec            | Paso             | Superficie   | Otros servicios - Ruta: Z4-G |
| Río de los Remedios  | Barco                                  | 30 de noviembre de 2000 | Nezahualcóyotl      | Paso             | Superficie   | Otros servicios - CETRAM Río de los Remedios - Ruta: Z4-I (a distancia)                                                                                              |
| Impulsora            | Carreta sobre el casco de una hacienda | 30 de noviembre de 2000 | Nezahualcóyotl      | Paso             | Superficie   | Otros servicios - Ruta: Z4-I |
| Nezahualcóyotl       | Glifo de Nezahualcóyotl                | 30 de noviembre de 2000 | Nezahualcóyotl      | Paso             | Superficie   | Otros servicios - Ruta: Z4-A |
| Villa de Aragón      | Tres casas                             | 15 de diciembre de 1999 | Gustavo A. Madero   | Paso             | Superficie   | Otros servicios - Villa de Aragón - Rutas: 15-A, 15-C |
| Bosque de Aragón     | Tres árboles                           | 15 de diciembre de 1999 | Gustavo A. Madero   | Paso             | Superficie   | |
| Deportivo Oceanía    | Koala con pelota de fútbol             | 15 de diciembre de 1999 | Gustavo A. Madero   | Paso             | Superficie   | Otros servicios - Rutas: 11-A, 12, 43 - Rutas: 7-B, 7-D, Z4-J |
| Oceanía              | Canguro                                | 15 de diciembre de 1999 | Gustavo A. Madero   | Correspondencia  | Elevado      | Correspondencia - Línea 5 Otros servicios - Oceanía - Rutas: 43, 200 - Rutas: 10-D, 20-B, Z4-I (a distancia), Z4-J (a distancia)                                     |
| Romero Rubio         | Busto de Manuel Romero Rubio           | 15 de diciembre de 1999 | Venustiano Carranza | Paso             | Elevado      | Otros servicios - Rutas: Z4-G, Z4-I, Z4-J - Rutas: 10-B, 18 |
| Ricardo Flores Magón | Busto de Ricardo Flores Magón          | 15 de diciembre de 1999 | Venustiano Carranza | Paso             | Elevado      | Otros servicios - Ruta: Z4-H |
| San Lázaro           | Locomotora de vapor                    | 15 de diciembre de 1999 | Venustiano Carranza | Correspondencia  | Elevado      | Correspondencia - Línea 1 Otros servicios - CETRAM San Lázaro - San Lázaro - San Lázaro - Rutas: Z4-G, Z4-H - Terminal de Autobuses de Pasajeros de Oriente          |
| Morelos              | Busto de José María Morelos            | 15 de diciembre de 1999 | Venustiano Carranza | Correspondencia  | Subterráneo  | Correspondencia - Línea 4 Otros servicios - Morelos (a distancia) - Rutas: 18, 37 - Rutas: 5-A, 10-E, Z4-E                                                           |
| Tepito               | Guante de boxeo                        | 15 de diciembre de 1999 | Cuauhtémoc          | Paso             | Subterráneo  | Otros servicios - Rutas: 18, 33 - Rutas: 10-E, 11-C, Z4-E |
| Lagunilla            | Pato silvestre                         | 15 de diciembre de 1999 | Cuauhtémoc          | Paso             | Subterráneo  | Otros servicios - Ruta 18 - Rutas: 10-E, 11-C |
| Garibaldi/Lagunilla  | Guitarra con sarape                    | 15 de diciembre de 1999 | Cuauhtémoc          | Correspondencia  | Subterráneo  | Correspondencia - Línea 8 Otros servicios - Garibaldi - Luna (a distancia) - Garibaldi - Rutas: 18, 27-A - Rutas: 10-E, 11-C                                         |
| Guerrero             | Busto de Vicente Guerrero              | 15 de diciembre de 1999 | Cuauhtémoc          | Correspondencia  | Subterráneo  | Correspondencia - Línea 3 Otros servicios - Guerrero - Rutas: 10-E, 11-C                                                                                             |
| Buenavista           | Locomotora                             | 15 de diciembre de 1999 | Cuauhtémoc          | Terminal         | Subterráneo  | Otros servicios - CETRAM Buenavista - Buenavista - Alquiler de Ecobici - Buenavista - Buenavista - Buenavista - Rutas: 10-E, 11-C, 12-B En construcción - Buenavista |

### Cambios de nombre
| Nombre previo | Iconografía previa                                      | Nombre nuevo        | Iconografía nueva   | Fecha del cambio     |
| ------------- | ------------------------------------------------------- | ------------------- | ------------------- | -------------------- |
| Continentes   | Mapamundi                                               | Nezahualcóyotl      | Cabeza de coyote    | 2002                 |
| Tecnológico   | Logo del Tecnológico de Estudios Superiores de Ecatepec | Ecatepec            | Glifo de Ecatepec   | 25 de agosto de 2008 |
| Garibaldi     | Guitarra con sarape                                     | Garibaldi-Lagunilla | Guitarra con sarape | 9 de abril de 2009   |

## Afluencia por estación
La siguiente tabla muestra cada una de las estaciones de la Línea B, el total y el promedio de pasajeros diarios durante 2022.
| Estación             | Tipo de estación   | Ranking Local | Ranking General | Total de Pasajeros | A diario |
| -------------------- | ------------------ | ------------- | --------------- | ------------------ | -------- |
| Buenavista           | Terminal           | 1°/21         | 9°/175          | 16,208,913         | 44,407   |
| Ciudad Azteca        | Terminal           | 2°/21         | 11°/175         | 14,166,172         | 38,811   |
| Múzquiz              | De paso            | 3°/21         | 23°/175         | 9,077,067          | 24,868   |
| Ecatepec             | De paso            | 4°/21         | 44°/175         | 7,303,818          | 20,010   |
| Impulsora            | De paso            | 5°/21         | 45°/175         | 7,245,485          | 19,850   |
| Tepito               | De paso            | 6°/21         | 49°/175         | 6,829,628          | 18,711   |
| Lagunilla            | De paso            | 7°/21         | 50°/175         | 6,827,483          | 18,705   |
| Nezahualcóyotl       | De paso            | 8°/21         | 65°/175         | 5,947,863          | 16,295   |
| San Lázaro           | De correspondencia | 9°/21         | 68°/175         | 5,740,753          | 15,728   |
| Plaza Aragón         | De paso            | 10°/21        | 72°/175         | 5,598,573          | 15,338   |
| Río de los Remedios  | De paso            | 11°/21        | 77°/175         | 5,454,050          | 14,942   |
| Olímpica             | De paso            | 12°/21        | 88°/175         | 5,068,269          | 13,885   |
| Deportivo Oceanía    | De paso            | 13°/21        | 92°/175         | 4,636,198          | 12,701   |
| Villa de Aragón      | De paso            | 14°/21        | 95°/175         | 4,442,634          | 12,171   |
| Romero Rubio         | De paso            | 15°/21        | 110°/175        | 3,934,214          | 10,778   |
| Oceanía              | De correspondencia | 16°/21        | 134°/175        | 2,908,426          | 7,968    |
| Garibaldi/Lagunilla  | De correspondencia | 17°/21        | 147°/175        | 2,211,440          | 6,058    |
| Ricardo Flores Magón | De paso            | 18°/21        | 156°/175        | 1,824,238          | 4,997    |
| Guerrero             | De correspondencia | 19°/21        | 158°/175        | 1,786,580          | 4,894    |
| Morelos              | De correspondencia | 20°/21        | 160°/175        | 1,685,910          | 4,618    |
| Bosque de Aragón     | De paso            | 21°/21        | 165°/175        | 1,577,284          | 4,321    |

## Información técnica

### Material rodante
- Desde la inauguración en 1999 a la línea se le asignaron las formaciones MP-68 ya rehabilitadas en Estándar R96 (mismas que anteriormente prestaron servicio en las Líneas 7 y 9).
- Por lo tanto se reasignaron a la línea las formaciones MP-68R96B mismas que estaban en las anteriores líneas, para manejar la alta afluencia de la misma.
- Para el año 2008 se añadieron 8 formaciones más MP-68R93 provenientes de Línea 9 mismas que se les adaptó el pilotaje automático SACEM de características similares a las líneas operativas en París siendo más avanzadas que la versión del SACEM utilizado en las Líneas A y 8.
- Por lo tanto, el parque vehicular de la línea comprende el modelo MP68 rehabilitado en estándares R93 Y R96, aunque a futuro se planea ampliar más el parque posiblemente tomando más trenes de este modelo de la línea 5 para adaptarlos a SACEM o algunas otras formaciones de otros modelos que se readapten a este sistema de pilotaje.

### Enlaces de servicio con otras líneas
- Con Línea 5: Entre las estaciones Oceanía y Deportivo Oceanía, dirección Buenavista
- Con Línea 6: Entre las estaciones Bosque de Aragón y Villa de Aragón, dirección Ciudad Azteca (en este enlace solo existe la preparación con un nicho para dicho fin, si la Línea 6 se expande a Villa de Aragón.)